# 오카 이에토시
오카 이에토시/부젠노카미(일본어: 岡 家利/豊前守, 생년 미상 ~ 1592년 10월 28일)은 센고쿠 시대에서 아즈치모모야마 시대에 걸쳐 활약한 무장으로 통칭 부젠노카미(豊前守)이다.
우키타 나오이에를 예부터 섬긴 노신으로 우키타 가문 3장로 중 1명으로 알려져 있다. 주군 나오에이의 고쇼(小姓)인 오카 고스케와의 관계에 대해서는 불분명하다.
1573년 오카야마성 축성과 주변 마을을 계획 건설했다. 1582년 우키타 가문은 하시바 히데요시(羽柴秀吉; 후일 도요토미 히데요시(豐臣秀吉))에 가담했기 때문에 주고쿠 모리 가문의 빗추 다카마쓰 성 공격에 우키타 다다이에와 함께 참전하였다. 1588년 우키타 가문의 정무를 맡아 보던 오사후네 사다치카가 암살되자 그 뒤를 이어 우키타 가문의 정무를 총괄했다.
도요토미 히데요시가 양자로 맞이한 우키타 히데이에(宇喜多秀家)를 보좌했고, 1592년 임진왜란에서 우키타 히데이에와 함께 조선으로 도해하지만, 병사한다. 무용이 뛰어나 생애 전반 40회가 넘는 전투에 참전했다고 한다..
《비젠 군기》등에서 도시카쓰(利勝)란 이름으로 전해져 오지만, 도시이에(家利)란 이름이 보다 신뢰성이 있다.

## 가계
자식은 오카 에치젠노카미/사다쓰구(岡 越前守/貞綱)로서 오사카 전투에 활약한다.